# Carmen Casanova
Carmen Casanova (* 17. Dezember 1980 in Vignogn) ist eine ehemalige Schweizer Skirennfahrerin. Sie fuhr hauptsächlich Abfahrt und Super-G.

## Biografie
Ihre ersten internationalen Erfahrungen sammelte sie im Alter von 15 Jahren bei FIS-Rennen. Als 17-Jährige startete sie erstmals im Europacup. Ansprechende Resultate blieben aber weitgehend aus. 2002 und 2003 bestritt sie überhaupt kein einziges internationales Rennen, und ihre Karriere schien vorzeitig zu Ende zu sein. 2004 lancierte Casanova ihre Skikarriere neu und suchte erneut den Anschluss an die Weltspitze. Im Januar 2005 erzielte sie in Megève innerhalb von vier Tagen zwei Siege und einen zweiten Platz, was ihr für den Gesamtsieg in der Abfahrtswertung des Europacups reichte.
Mit diesen Resultaten sicherte sie sich einen festen Startplatz im Weltcup. Gleich bei ihrem ersten Weltcuprennen, am 6. Januar 2005 in der Abfahrt von Santa Caterina, fuhr sie auf Platz 26 und gewann ihre ersten Weltcuppunkte. Das beste Resultat der Saison gelang ihr am 21. Januar 2006 in St. Moritz mit Platz 10 in der Abfahrt. Ebenfalls den 10. Platz erreichte sie in der ersten Abfahrt der Saison 2006/07 in Lake Louise. Danach konnte sie jedoch nicht mehr an diese Leistungen anknüpfen.
Ende Mai 2009 gab Casanova ihren Rücktritt vom Spitzensport bekannt.

## Erfolge

### Weltcup
- 2 Platzierungen unter den besten zehn

### Europacup
- Saison 2004/05: 1. Abfahrtswertung, 9. Super-G-Wertung
- 3 Podestplätze, davon 2 Siege